# امل کومار ریچادوری
آمل کومار ریچادوری (بنگالی: অমল কুমার রায়চৌধুরী؛ زاده ۵ آوریل ۱۹۲۴ درگذشته ۱۸ ژوئن ۲۰۰۵) یک فیزیک‌دان اهل هند بود.